# Möhnsen
Möhnsen település Németországban, Schleswig-Holstein tartományban. Lakosainak száma 505 fő (2023. december 31.).

## Népesség
A település népességének változása:
| Lakosok száma | 410  | 552  | 561  | 548  | 513  | 508  | 505  |
|               | 1975 | 2014 | 2017 | 2019 | 2021 | 2022 | 2023 |